# SAR-Lupe

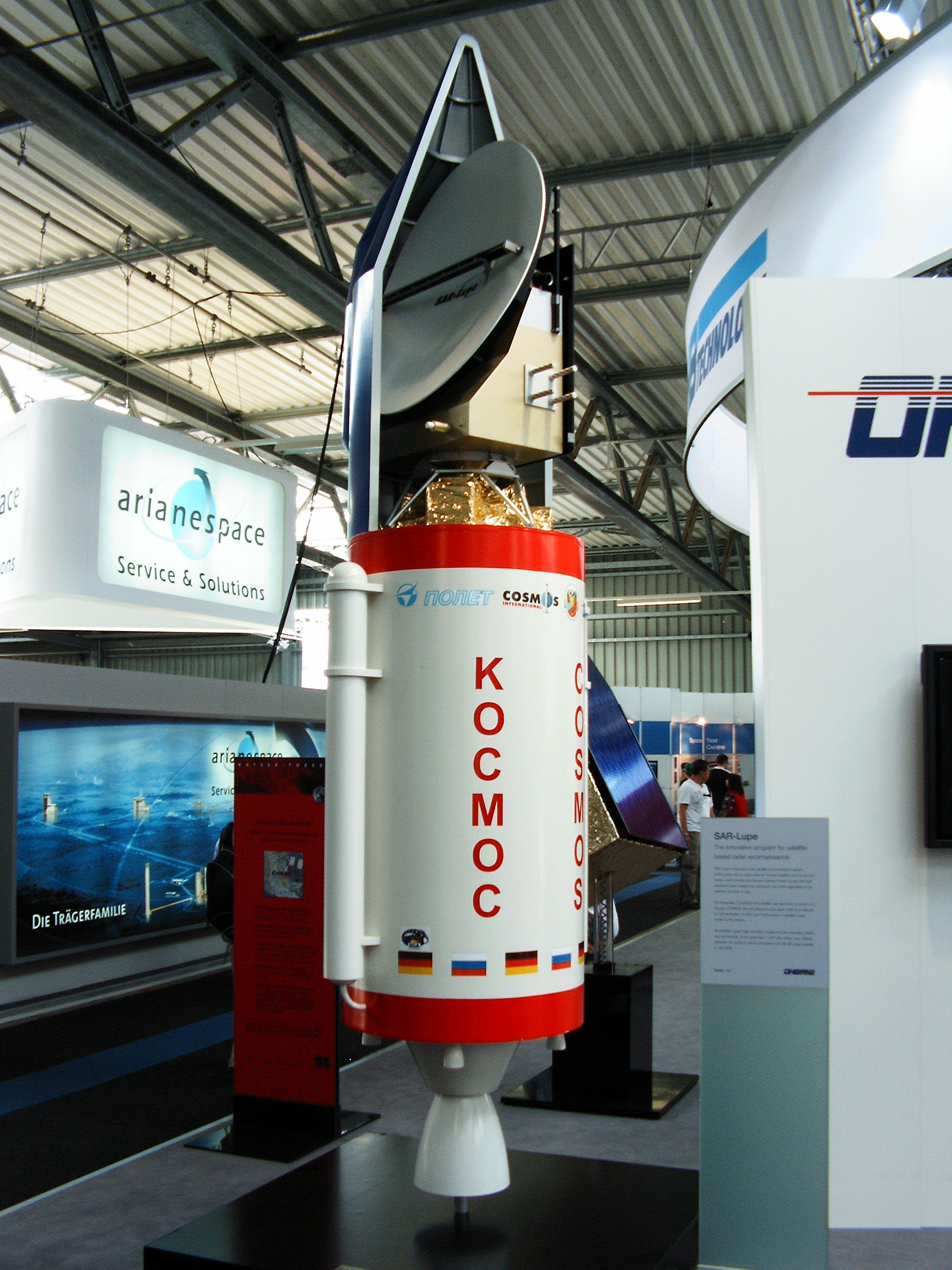

SAR-Lupe는 독일 최초의 정찰위성 시스템이다. SAR 위성이다. 무게 770 kg의 5개의 위성으로 구성된다. OHB-System사에서 개발했으며, 지상국도 운영한다.
SAR-Lupe는 SAR를 사용하기 때문에 고해상도 이미지를 주야간, 전천후로 촬영할 수 있다.
최초의 위성은 2006년 12월 19일 러시아의 플레세츠크 우주 기지에서 발사되었다. 6개월 간격으로 나머지 4대가 발사되었다. 2008년 7월 22일 전체 시스템이 완성되었다.
5개의 위성은 500 km 궤도를 비행하며, 대략 6도 간격으로 떨어져 있다. 3m 접시 안테나의 X-밴드 레이다 SAR로 촬영하며, 해상도는 50 cm 이고 사진 한 장은 5.5 km x 5.5 km이다. 1미터 해상도로 8 km x 60 km 사이즈의 사진도 촬영할 수 있다.
원하는 지역을 촬영하는 데는 10시간 정도의 시간차가 발생한다. 탈레스 알레니아 스페이스에서 SAR를 제공했다. 탈레스 알레니아 스페이스는 대한민국의 1미터 해상도 SAR 정찰위성인 아리랑 5호에도 참여한 회사이다.
2002년 7월 30일 독일과 프랑스는 상호 협정에 서명했다. 독일의 SAR 정찰위성인 SAR-Lupe와 프랑스의 헬리오스 2A 광학 정찰위성을 상호 협동하여 운영한다. 독일은 자체적으로 발사한 광학 정찰위성은 없다. 다른 EU 국가들도 참여하도록 초대되었으며, 이탈리아가 참여에 관심을 나타내었다.

## 발사 기록
| 위성       | 날짜             | 발사체    | 장소       | 상태 |
| ---------- | ---------------- | --------- | ---------- | ---- |
| SAR-Lupe-1 | 2006년 12월 19일 | Cosmos-3M | 플레세츠크 | 성공 |
| SAR-Lupe-2 | 2007년 7월 2일   | Cosmos-3M | 플레세츠크 | 성공 |
| SAR-Lupe-3 | 2007년 11월 1일  | Cosmos-3M | 플레세츠크 | 성공 |
| SAR-Lupe-4 | 2008년 3월 27일  | Cosmos-3M | 플레세츠크 | 성공 |
| SAR-Lupe-5 | 2008년 7월 22일  | Cosmos-3M | 플레세츠크 | 성공 |

## 계약자
- OHB-System AG 보관됨 2008-09-26 - 웨이백 머신
- LSE Space Engineering & Operations AG

## 같이 보기
- COSMO-SkyMed, 이탈리아의 SAR 정찰위성 시스템. 4대로 구성되었다.
- TerraSAR-X, 독일의 민간 SAR 위성
- 아리랑 5호, 대한민국의 SAR 정찰위성